# ستيف كيليليا
ستيفن كيليليا إيه إم (أحد الأعضاء الحاصلين على وسام الدولة الأسترالي) هو رائد أعمال أسترالي في مجال تقنية المعلومات ومؤسس معهد الاقتصاد والسلام، وهو مجمع تفكير عالمي.

## مساره المهني
في أغسطس 1988، أنشأ كيليليا شركة البحوث المتكاملة الأسترالية، التي أُدرِجت في البورصة الأسترالية عام 2000. مجال عمل الشركة الرئيسي هو توفير برمجيات مراقبة الأداء التنبؤية لبيئات الحوسبة الحيوية للأعمال التجارية والاتصالات الهاتفية عبر بروتوكول الإنترنت التي تستخدمها شركات مثل فيزا، وماستركارد، وأمريكان إكسبريس؛ بورصات نيويورك، ولندن، وهونج كونج؛ ومعظم ماكينات الصراف الآلي في العالم. تقاعد كيليليا من منصبه كرئيس مجلس إدارة شركة البحوث المتكاملة في نوفمبر 2018 ليعطي المزيد من الوقت لاهتماماته الخيرية. يمتلك كيليليا أيضًا صندوقًا لرأس المال المغامر يختص بتقنية المعلومات يُسمى سمارتر كابيتال، وهو أحد المستثمرين في شركة البرمجيات الأسترالية إيماجّن إنترناشونال.
أنشأ كيليليا مؤسسة (تي سي إف) الخيرية عام 2000، وهي واحدة من أكبر المؤسسات الخاصة لتقديم المساعدات الخارجية في أستراليا، إذ أنفقت أكثر من خمسة ملايين دولار أسترالي عام 2008.
كيليليا هو مؤسس دراسة مؤشر السلام العالمي، الذي بدأ في مايو 2007، والذي يصنف حالة السلم التي تكون عليها دول العالم والمناطق. وقد صادَق الدالاي لاما وديزموند توتو وجيمي كارتر على هذا المؤشر. كيليليا هو مؤسس معهد الاقتصاد والسلام (آي إي بّي) الذي «يحلل تأثير السلام على الاستدامة، ويحدد «صناعة السلام»، ويقدر قيمة السلام للاقتصاد العالمي، ويكشف البنى الاجتماعية والمواقف الاجتماعية التي تعتبر أساس المجتمعات المسالمة». في عام 2013، اعتُرف بإنشاء كيليليا لمعهد الاقتصاد والسلام (آي إي بّي) كواحد من أكثر 50 هبة خيرية تأثيرًا في تاريخ أستراليا من قبل تحالف يضم ماير فاميلي كومباني، وذا ماير فاونداشن، وسيدني ماير فاند، وبّرو بونو أستراليا، وجامعة سوينبرن، وفيلانثروبي أستراليا. يبرز كيليليا أيضًا بصفته واحدًا من أهم الأفراد المانحين للمساعدات الخارجية في أستراليا. وكونه عضوًا في المجلس الاستشاري للتحالف من أجل إقرار السلام، ومقره واشنطن العاصمة، وعضوًا في دائرة الرؤساء في نادي مدريد، وأمين صندوق رابطة الأديان من أجل السلام.[بحاجة لمصدر]
في عام 2008، كان كيليليا المنتج والممول الرئيسي للفيلم الوثائقي جنود السلام، الذي عُرِض في مهرجان كان السينمائي لعام 2009، حيث نال جائزة نادي بودابست العالمية لأخلاقيات السينما. وقد فاز الوثائقي بجائزة أفضل فيلم روائي طويل في مهرجان موناكو السينمائي الدولي.

## التكريمات
في يونيو 2010، قُلِّد كيليليا عضوية وسام الدولة الأسترالي لخدمته المجتمع من خلال حركة السلام العالمية وتقديم المساعدات الإنسانية إلى العالم النامي.

## وصلات خارجية
- Prognosis by Integrated Research